# Evgenij Kolesnikov
Evgenij Sergeevič Kolesnikov (in russo Евгений Сергеевич Колесников?; Taraz, 26 dicembre 1985) è un cestista russo.

## Carriera
Con la Russia ha disputato i Campionati mondiali del 2010.

## Palmarès
- Coppa di Russia: 4

Spartak San Pietroburgo: 2010-11
Krasnye Kryl'ja Samara: 2011-12, 2012-13
UNICS Kazan: 2013-14
- FIBA EuroCup Challenge: 1

Ural Great Perm': 2005-06
- EuroChallenge: 1

Krasnye Kryl'ja Samara: 2012-13